# تایرا بنکس (بازیگر پورنوگرافی)
تایرا بنکس (انگلیسی: Tyra Banxxx) بازیگر پورنوگرافی آفریقایی-آمریکایی است.